# 小行星3036
小行星3036（3036 Krat）是一颗围绕太阳公转的小行星。1937年10月11日，格利果利·N·諾伊明在克里米亚发现了此天体。
該小行星以俄羅斯天文學家弗拉基米爾·克拉特（Vladimir Krat）命名。
这颗小行星的绝对星等为319.04420等。